# انسان بودن (مجموعه تلویزیونی)
انسان بودن (به انگلیسی: Being Human) یک مجموعه تلویزیونی است که از شبکه سای فای در آمریکا پخش می‌شود. داستان آن درباره زندگی یک خون‌آشام، یک گرگینه و یک روح در بوستون است که تلاش می‌کنند که یک زندگی معمولی داشته باشند.
در ۱۰ آوریل ۲۰۱۳ شبکه سای فای خبر ساخته شدن فصل چهارم و پخش آن در سال ۲۰۱۴ را اعلام کرد.

## بازیگران
- ساموئل ویتور در نقش ایدین ویت
- میاهان رات در نقش سالی مالک
- سم هانتیگتون در نقش جاش لویسون
- مارک پلگرینو در نقش جیمز بیشاپ
- کریستن هاگر در نقش نورا سرجنت
- دایکن لچمن در نقش سورن
- آلیسون لاودر
- ارین آگوستینو